# 反応兵器
反応兵器（はんのうへいき）とは、SF小説、漫画、アニメなどにおける核兵器もしくはそれと同等以上の攻撃能力を有する兵器の名称である。反応弾（はんのうだん）はその一種。

## 概要
「核兵器」という名称は、特に第二次世界大戦後の日本ではあまり歓迎されない響きがあり、とりわけ低学年層も視聴対象に含むテレビアニメでは回避される傾向がある。しかし、未来を舞台としたSFアニメの世界において核兵器が存在しないことは不自然である。そのため、代替として原子核反応 (nuclear reaction) から「反応兵器」という名称を用いることがある。
また、核兵器のような放射能を有しないという特性を持つ設定の場合もある。これは、放射能の描写があると設定が複雑になり、主人公など人間を防護するための装備がビジュアル的に好ましくないという問題を解決するためでもある。これの一変形として、純粋水爆であるという設定がなされることもある。
なお、原子炉も反応兵器と同様に「反応炉」と呼称されることがある。
ガンダムシリーズ（1979年〈昭和54年〉放送開始）では、第1作目『機動戦士ガンダム』の一年戦争の物語において、南極条約で使用が禁止されている水素爆弾（水爆）が「水素爆弾」名義で登場しており、これは、富野由悠季監督が「水爆」の名前を使ったのでは決して放送許可が下りない当時の状況にあって「水素爆弾」という名称を使うことでそれがもっぱら「水爆」と呼ばれている「水素爆弾」のことであると上（決定権のある上司）に気付かれないままに実際のテレビ放映まで漕ぎつけたというものであった。ジオン軍の司令官マ・クベ大佐が条約に違反して地球連邦軍に向けて水素爆弾のミサイルを発射している。これはガンダムに乗る主人公アムロの活躍で無効化されるという強引な解決法で爆発せずに終わる。
後述するマクロスシリーズの第1作目『超時空要塞マクロス』（1982年〈昭和57年〉放送開始）では、ガンダムの流れを受けて「水素爆弾」名義で脚本を通そうとしたものの、さすがにもうごまかしが利かず、上からの許可が降りなかったという。そこで「融合弾」という名称を考えたが、それでもだめで、悩んだすえに「反応弾」という名称を考案してこれを通したという。

## 実例
マクロスシリーズ
1982年（昭和57年）放送開始。従来型の核兵器に異星人のオーバーテクノロジーを導入して開発した決戦兵器として登場する。そのほか、反応炉や反応エンジンもある。詳細は反応兵器（反応弾）を参照。元々は「核兵器」が放送禁止用語になるという噂が放映前に流れ、それに対応するために言い換えた用語。
佐藤大輔の架空戦記諸作品
広義には核兵器の言い換え。現実世界での「ABC兵器」「NBC兵器」に対応する言葉として「CBR兵器」も登場する。狭義には原子爆弾を「反応弾」、水素爆弾を「融合弾」と呼び分ける。
テッカマンブレードシリーズ
1992年（平成4年）放送開始。核兵器以上の破壊力があるが、テッカマンに対してはまったく効果がない。また物語後半には反物質素粒子フェルミオンを使用した「フェルミオンミサイル」が登場するが、設定上それすらもテッカマンの前には効果がない。
『ゼノギアス』
1998年（平成10年）発売。戦争で一般に使われている。
ストラトス・フォー・シリーズ
2003年（平成15年）放送開始。地球への彗星や隕石を迎撃するため、反応弾を搭載したミサイル「トライデント」が使われている。
英雄伝説 黎の軌跡
2021年9月30日に発売。本来は完成が不可能とされていた禁断の兵器だが、ある人物が誕生させる。二発製造され、うち一発は村を消滅に至らしめる。

### 異称の例
「反応兵器」以外の名称が同様の形で用いられている例。
『黄金バット』
テレビアニメ版に「ATG爆弾」という爆弾が登場。全ての原子核を破壊するが、放射能は発さない平和目的の爆弾とされている。
『ドラえもん』
ひみつ道具の一つとして、大量破壊兵器と思われる「地球はかいばくだん」が登場。登場エピソードの雑誌掲載時では「原子爆弾」だったが、単行本収録時に改められた。
『レア・ガルフォース』
核兵器と同等の威力を持つが放射線を発さない「S.V.E弾頭」（超摘発性燃料空気弾頭）という大量破壊兵器が登場する。
『新世紀エヴァンゲリオン』
「N2兵器」という名称で登場。通常の爆弾や弾道ミサイルのみに止まらず、地雷や爆雷、航空爆雷としても運用されている。また、東京が「新型爆弾」によって壊滅しているという設定があるが、これがN2爆弾によるものかは不明。
『地球防衛企業ダイ・ガード』
「OE兵器」という戦略兵器が登場。高威力だが周囲を汚染するという、核兵器に準じた描写がなされている。
『サブマリン707R』
大量破壊兵器と思われる「イリーガル弾頭」が登場。詳細は不明。
『鉄人28号』（2004年版）
旧日本軍が開発した「太陽爆弾」という大量破壊兵器が登場。新元素バキュームを用いることにより、全ての生命が60年間棲息不能になるほどの汚染を引き起こす。
『アームズラリー』
「ろ式閃光弾」という大量破壊兵器が登場。詳細は語られていないが、都市や無人島を消滅させるほどの威力を持つ。また、実験時の演出は核実験のものに準じている。
『Project BLUE 地球SOS』
大量破壊兵器である「G型戦略誘導弾」が登場。これ自体の作動原理は不明だが、同種の技術である「G反応炉」は、発する放射線をシールドしていると語られている。
『ドラゴノーツ -ザ・レゾナンス-』
核兵器以上の威力を持つ「Type-X弾」という大量破壊兵器が登場する。
『ビビッドレッド・オペレーション』
「SGE爆弾」という大量破壊兵器が登場。放射線を発する描写は見られないが、大気層や地殻などに悪影響を与えるとされている。
『楽園追放 -Expelled from Paradise-』
「共鳴弾頭ミサイル」という大量破壊兵器が登場。放射線に関する描写は見られないが、起爆時には核兵器と同様に電磁パルスが発生する。
『コンクリート・レボルティオ〜超人幻想〜』
現実世界の原子爆弾「リトルボーイ」に相当する爆弾が登場するが、作中では一貫して「新型爆弾」と呼ばれている。
ウルトラシリーズ
『ウルトラセブン』および『帰ってきたウルトラマン』に登場した「スパイナー」や『ウルトラマンタロウ』に登場する「AZ1974爆弾」など、核兵器並みの威力を持ちながら放射能を発さない爆弾がたびたび登場する。
『日本沈没』（2006年版）
「N2爆薬」という兵器が登場。脚本段階では核兵器として描かれていた。
『ミッドナイト・イーグル』
核兵器に準ずる能力を持つ「特殊爆弾」を搭載した爆撃機が登場。「特殊爆弾」は映画版での名称で、原作小説では核爆弾とされている。
『ASO』
「核兵器」が「ニュークリアアーマー」と英語に置き換えられている。
『FRONT MISSION3』
核兵器と同等の威力を持ち、放射能はいっさい出さない「M.I.D.A.S.」という兵器が登場する。
鋼鉄の咆哮シリーズ
核弾頭ミサイルに近い高威力のミサイルとして「特殊弾頭ミサイル」が登場。また、派生兵器として「特殊弾頭魚雷」も登場する。
『ダンボール戦機』
核兵器に準じた描写で描かれる「メガトン爆弾」という大量破壊兵器が登場。
『Wolfenstein: The New Order』
味方のレジスタンスがナチス基地に対して核攻撃を敢行するが、日本語版の吹き替えでは「大型爆弾」とぼかされている。ただしナチス側から行う核攻撃は、日本語版でも「核爆弾」と表現されている。
『超人ロック』
A弾、N弾など複数の弾頭が登場する。そのうちの「D弾」が水爆弾頭とされている。
『コードギアス』
「フレイヤ」と名付けられた新型核兵器。常温超電導物質「サクラダイト」を点火剤として核分裂反応を起こさせる。核反応によりエネルギー体を発生させ範囲内の物質を消滅させるが熱線や放射線などを出さないクリーンな核兵器。